# Gare de Sens
La gare de Sens est une gare ferroviaire française située sur le territoire de la commune de Sens, sous-préfecture du département de l'Yonne, en région Bourgogne-Franche-Comté.
Elle est mise en service en 1849, par l'État français. C'est une gare de la Société nationale des chemins de fer français (SNCF), desservie par des trains régionaux du réseau TER Bourgogne-Franche-Comté.

## Situation ferroviaire
Gare de bifurcation, elle est située au point kilométrique (PK) 112,627 de la ligne de Paris-Lyon à Marseille-Saint-Charles, entre les gares de Pont-sur-Yonne et d'Étigny - Véron, au PK 179,473 de la ligne de Montargis à Sens partiellement utilisée en trafic fret et au PK 157,1 de la ligne de Coolus à Sens partiellement déclassée. Son altitude est de 69 m.

## Histoire
La création d'une station à Sens est incluse dans le tracé d'une section de la ligne de Paris à Lyon. Elle est construite par l'État lorsqu'il effectue les travaux du tronçon de Montereau à Tonnerre. Sa mise en service intervient le 12 août 1849, avec l'ouverture au trafic de la section de Paris à Tonnerre par l'État qui, après avoir effectué les travaux, rétrocède cette voie en 1852 à la Compagnie du chemin de fer de Paris à Lyon (PL). La gare entre, avec la ligne, dans le giron de la Compagnie des chemins de fer de Paris à Lyon et à la Méditerranée (PLM) lors de sa création en 1857.

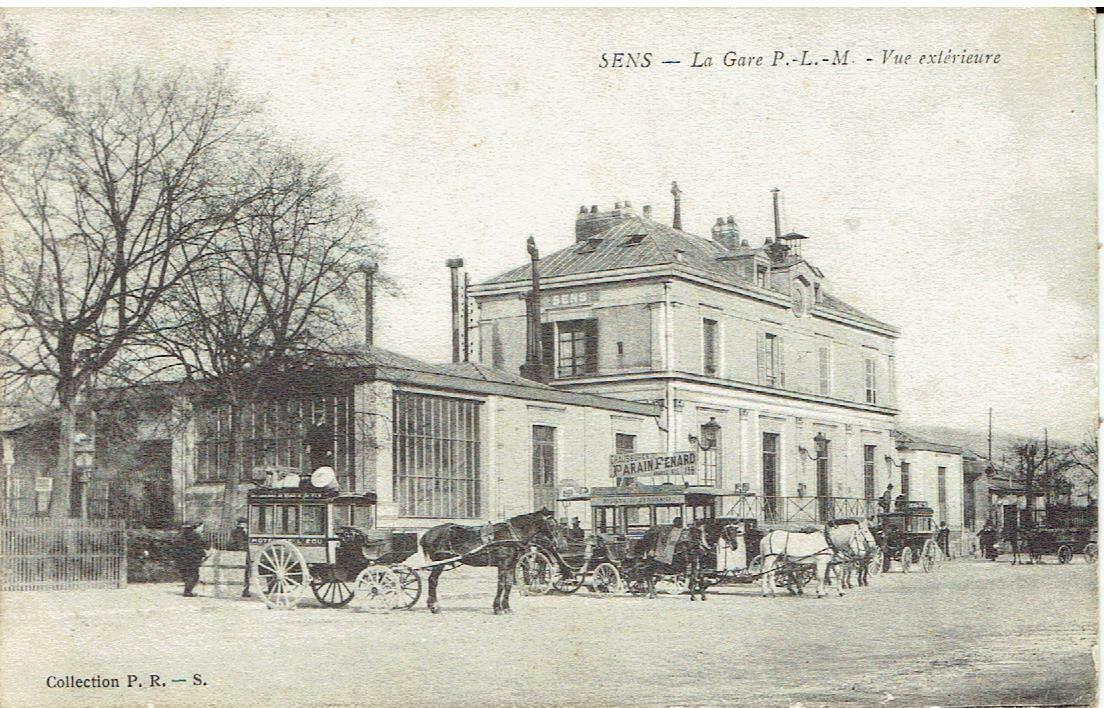
La gare en 1915.

En 1854, dans le guide-itinéraires de Paris à Lyon et à Troyes de Frédéric Bernard, la station est présentée comme la 15e de la ligne, entre celle de Pont-sur-Yonne et celle Villeneuve-sur-Yonne, située à 113 km de Paris et 402 de Lyon. La commune qui comporte alors 10 650 habitants est desservie par les trains express et directs.
La gare, prise pour cible par la Luftwaffe, est bombardée le 8 juin 1940.
La mise en place de l'horaire cadencé sur le Nord Bourgogne a lieu le 14 décembre 2008. Il coïncide avec le remplacement des rames de banlieue franciliennes par des rames Corail réversibles, au meilleur confort, sur la relation de Laroche - Migennes à Paris.
Elle a été rénovée au début de 2016 (façades et hall de la gare).

## Fréquentation
De 2015 à 2020, selon les estimations de la SNCF, la fréquentation annuelle de la gare s'élève aux nombres indiqués dans le tableau ci-dessous.
| Année                      | 2015      | 2016      | 2017      | 2018      | 2019      | 2020    |
| -------------------------- | --------- | --------- | --------- | --------- | --------- | ------- |
| Voyageurs                  | 1 204 338 | 1 159 979 | 1 187 027 | 1 098 717 | 1 149 961 | 778 705 |
| Voyageurs et non voyageurs | 1 505 422 | 1 449 974 | 1 483 784 | 1 373 396 | 1 437 451 | 973 381 |

## Service des voyageurs

### Accueil
La gare dispose d'un bâtiment voyageurs (ouvert de 4 h 15 à 23 h 30 la semaine, et de 4 h 15 à 0 h 30 le week-end et les jours fériés), avec guichet (ouvert de 5 h à 20 h en semaine, de 6 h à 20 h le samedi et de 8 h à 20 h le dimanche et les jours fériés). Elle est notamment équipée de distributeurs automatiques de billets TER et de divers services comme des distributeurs de boissons et un kiosque à journaux.

### Desserte
Sens est une gare du réseau TER Bourgogne-Franche-Comté, desservie par des trains qui effectuent des missions entre les gares de Paris-Lyon et Laroche - Migennes, ainsi qu'entre les gares de Paris-Bercy et Auxerre-Saint-Gervais ou Dijon-Ville. Depuis la mise en place de l'horaire cadencé, il existe, toutes les heures, un train direct et un train semi-direct (faisant halte en Île-de-France) dans chaque sens sur l'axe Paris – Laroche - Migennes.

### Intermodalité
La gare est desservie par les lignes 1, 2, 5, 7 et 9 du réseau de bus de Sens (Intercom).
Un parking gratuit est aménagé ; la gare comporte également un dépose-minute et un abri couvert pour vélos.

## Service des marchandises
Cette gare est ouverte au trafic du fret (trains massifs seulement).